# Sverre Lunde Pedersen
Sverre Lunde Pedersen (n. 17 iulie 1992, Bergen, Norvegia) este un patinator de viteză ce a reprezentat Norvegia, medaliat olimpic. A participat la 3 ediții ale Jocurilor Olimpice (2010, 2014, 2022) în care a câștigat o medalie de aur.